# 雙龍出海
《雙龍出海》（1984年）是香港一系列關於反黑組的喜劇電影，由陈欣健导演，吳耀漢、岑建勳、林正英和葉德嫻主演。片名依次為《神勇雙響炮》（1984年）、《雙龍出海》（1984年）、《智勇三寶》（1985年）和《雙龍吐珠》（1986年）。

## 劇情
便衣警探吳阿秋與貝多芬是忘年之交。阿秋與師姐安妮組織了小家庭，吳阿秋婚後便邀貝多芬往新居共住，三人由此而引出笑話連篇。吳阿秋與貝多芬同時被調往跟隨性情乖戾的田幫辦，二人從此吃盡苦頭。與此同時，陳幫辦被飛天蠄蟧嫁禍盜去巨額贓款，秋及芬誓言要為敦厚的舊上司陳幫辦洗脫罪名。在查案過程中，貝多芬邂逅了女武師元紅，二人互生情愫，吳阿秋為此高興不已，後驚悉元紅是飛天蠄蟧之女，於是想盡辦法破壞二人感情，令貝多芬引起誤會。貝多芬後來終明白阿秋一片苦心，一同合力，歷盡艱險，終為陳幫辦洗脫罪名，同時保住了貝多芬與元紅的一段情，皆大歡喜。

## 角色
| 演員   | 角色     | 備註         |
| ------ | -------- | ------------ |
| 吳耀漢 | 吳阿秋   | 雙主角之一。 |
| 岑建勳 | 貝多芬   | 雙主角之一。 |
| 惠英紅 | 元紅     |              |
| 葉德嫻 | 安娜     |              |
| 陈欣健 | 陳幫辦   |              |
| 林正英 | 飛天蠄蟧 |              |
| 田俊   | 田警司   |              |
| 盧大偉 | 盲柴     |              |